# Fuga da Mogadiscio
Fuga da Mogadiscio (모가디슈?, MogadisyuLR) è un film del 2021 diretto da Ryoo Seung-wan.
Gli eventi della guerra civile in Somalia tra il dicembre 1990 e il gennaio 1991 coinvolgono direttamente anche le ambasciate dei paesi esteri presenti a Mogadiscio. Tra Corea del Nord e Corea del Sud, perennemente in conflitto, succede qualcosa che non ha precedenti e che permetterà ai funzionari e alle famiglie delle rispettive ambasciate di mettersi in salvo.

## Trama
Alla fine del 1990 Mogadiscio, capitale della Somalia, è ancora governata dal governo di Siad Barre ma, la minaccia del movimento ribelle è sempre più pressante. Nel frattempo, sia l’ambasciata della Corea del Nord che quella del Sud fanno pressioni per essere ammesse alle Nazioni Unite e confidano per questo nel sostegno del governo somalo.
Le schermaglie fra le ambasciate delle due Coree raggiungono un apice di scorrettezze reciproche per cui, dopo che entrambi gli ambasciatori sono stati ad un incontro con un avido ministro somalo, si accende una lite, ma dall'esterno dell'albergo risuonano degli spari: la guerra civile è arrivata a Mogadiscio.
Mentre l'ambasciatore sudcoreano è bloccato nell'albergo, nella sua ambasciata, l'autista somalo Swama, ferito, è accolto e curato, sebbene vi sia il sospetto che sia affiliato ai ribelli. Il segretario Su-cheol temporeggia alla richiesta della polizia somala di ispezionare l'ambasciata alla ricerca di ribelli, quindi giunti l'ambasciatore e il consigliere Dae-jin, i poliziotti vengono cacciati. Swama in realtà era già fuggito e,  poco dopo, raggiunto per strada viene ucciso dalle forze governative.
Il giorno successivo, il generale Aidid, a capo dei ribelli, invia messaggi a tutte le ambasciate affinché collaborino con loro altrimenti verranno considerati nemici e massacrati, al di là di tutte le convenzioni vigenti sui siti diplomatici. La situazione in effetti precipita rapidamente per cui vengono interrotte tutte le comunicazioni lasciando le ambasciate isolate. Mentre con abilità e sangue freddo il consigliere Dae-jin riesce a chiudere un accordo con la polizia per avere protezione, l'ambasciata della Corea del Nord viene assalita e depredata, mettendo in fuga tutti i funzionari e le loro famiglie, tra i quali diversi bambini. 
Svanita l'ipotesi di rifugiarsi all'ambasciata cinese i nord-coreani, disperati, chiedono asilo agli odiati sud-coreani che, con titubanza, accettano. La tensione è altissima ma sono gli stessi ambasciatori a rivelarsi più saggi di tutti stringendo un patto che punti alla sopravvivenza superando le ideologie.
Rimasti sguarniti dopo la fuga dei poliziotti che li difendevano, i diplomatici si avventurano nella città per chiedere aiuto all'ambasciata italiana e a quella egiziana. Solo dalla prima si ha un riscontro, con l'ambasciatore italiano che assicura di mettere sul volo della Croce Rossa per Mombasa tutti i sudcoreani. Mentendo, l'ambasciatore Han dice che i nordcoreani sono disertori e quindi vanno inseriti anche loro, ricevendo l'assenso dell'Italia che altrimenti non avrebbe aiutato cittadini della Corea del Nord.
In un avventuroso trasferimento in auto in cui perde la vita il consigliere nordcoreano Joon-ki, il gruppo riesce a raggiungere l'ambasciata italiana e quindi viene trasferito all'aeroporto e messo sul volo che poi li porta in salvo a Mombasa, dove le rispettive diplomazie, tornano a separare quello che, sorprendentemente, in una situazione di estrema emergenza, si è comportato come un gruppo unito e solidale.

## Produzione
Il film è stato girato interamente in Marocco.

## Distribuzione
In lingua italiana è stato trasmesso in prima visione su Rai 4 il 15 aprile 2024 all'interno del ciclo Orient Express.

## Riconoscimenti
- Blue Dragon Film Award 2021
  - Miglior film
  - Miglior regia Ryoo Seung-wan
  - Miglior attore non protagonista Heo Jun-ho
  - Miglior direzione artistica Kim Bo-mook
  - Premio popolarità del pubblico
  - Premio Popular Star Koo Kyo-hwan
  - Candidatura a miglior attore Kim Yoon-seok e Zo In-sung
  - Candidatura a miglior attore non protagonista Koo Kyo-hwan
  - Cantidatura per la miglior sceneggiatura a Ryoo Seung-wan e Lee Ki-cheol
  - Cantidatura per le migliori fotografia e luci a Lee Jae-hyeok
  - Cantidatura per il miglior montaggio a Lee Gang-hui
  - Cantidatura per le migliori musiche a Bang Jun-seok
  - Cantidatura per il Premio tecnico